# Боршош Іван Семенович
Іван Семенович Боршош (нар. 14 січня 1975, село Великий Раковець Іршавського району Закарпатської області) — український діяч, заступник голови Сумської обласної державної адміністрації, тимчасовий виконувач обов'язків голови Сумської обласної державної адміністрації (2014 р.).

## Життєпис
У серпні 1992 — червні 1997 року — студент Сумського державного педагогічного інституту імені Макаренка. У 1997 році закінчив Сумський державний педагогічний університет імені Макаренка за спеціальністю українська мова і література, здобув кваліфікацію вчителя української мови і літератури, зарубіжної літератури. У червні 1997 — червні 1999 року — тимчасово не працював.
У червні 1999 — червні 2002 року — головний спеціаліст відділу інформаційно-аналітичної і організаційної роботи,  спеціаліст І-ї категорії відділу організаційної роботи та інформаційно-аналітичного забезпечення, головний спеціаліст відділу організаційно-кадрової роботи та контролю Сумського міського виконавчого комітету. У червні — липні 2002 року — заступник завідувача відділу організаційно-кадрової роботи та контролю Сумського міського виконавчого комітету.
У липні 2002 — лютому 2005 року — директор Сумського обласного центру соціальних служб для молоді (з січня 2005 року — Сумського обласного центру соціальних служб для сім'ї, дітей та молоді).
У 2005 році закінчив Харківський регіональний інститут державного управління Національної академії державного управління при Президентові України за спеціальністю державне управління, здобув кваліфікацію магістра державного управління.
У лютому 2005 — квітні 2006 року — заступник Сумського міського голови з питань діяльності виконавчих органів ради. У травні 2006 — жовтні 2007 року — тимчасово не працював.
У листопаді 2007 — березні 2010 року — помічник-консультант народного депутата України Кирила Куликова. У квітні — серпні 2010 року — помічник-консультант народного депутата України Юрія Гримчака.
У вересні 2010 — квітні 2014 року — тимчасово не працював, проживав у місті Сумах.
У квітні 2014 — березні 2015 року — заступник голови — керівник апарату Сумської обласної державної адміністрації.
4 листопада — 26 грудня 2014 року — тимчасовий виконувач обов'язків голови Сумської обласної державної адміністрації.
З березня 2015 року — заступник голови Сумської обласної державної адміністрації.
У 2016 році закінчив Харківський національний університет внутрішніх справ за спеціальністю правознавство, здобув кваліфікацію юриста.